# ワースラント＝ベフェレン
SKベフェレン (オランダ語: Sportkring Beveren) は、オースト＝フランデレン州ベフェレンを本拠地とするベルギーのサッカークラブである。現在ベルギー・ファースト・ディビジョンBに所属している。
1936年創設時はKFCレッドスター・ハースドンク (オランダ語: K.F.C. Red Star Haasdonk) を名乗り、2002年には、2000年まで活動していた近隣のクラブK・シント＝ニクラースSKEが使用していたスタジアムに移転し、KVレッドスター・ワースラント (オランダ語: K.V. Red Star Waasland) と改称した。ワースラントはハースドンク（ベフェレンの隣り）とシント＝ニクラースがある地域の名称である。
2010年の夏、クラブは近隣のKSKベフェレンと合併し、ワースラント＝ベフェレンとなった。ベルギーチャンピオン経験もあり、ベルギー1部の常連だったKSKベフェレンは当時2部の最下位でシーズンを終えたばかりであり、財政問題を抱えていた。クラブはKVレッドスター・ワースラントの歴史とmatricule番号を引き継いだが、より大きなスタジアムでプレーする為に、シント＝ニクラースからベフェレンへ移転した。

## 歴史
クラブは1936年にレッドスター (Red Star) として創設され、アマチュアサッカークラブとして登録された。1944年、王立ベルギーサッカー協会に加盟し、西フランドルの最下位地域リーグでプレーし始めた。レッドスター・ハースドンクは2000-01シーズンに初めて全国リーグ (4部) に進出し、ベルギーカップでもラウンド32に進出したが、1部クラブのヘントに敗れた。3部での初シーズン後、消滅したシント＝ニクラースSKEのより大きなスタジアムPuyenbekestadionへ移転し、レッドスター・ワースラントと改称した。
2003-04シーズン、3部での初シーズンを首位で終え、初めて2部へ昇格した。2部での初シーズンでは5位となりファイナルラウンドへの出場権を得た。翌シーズンは4位であったが、ファイナルラウンドへの出場権は得られなかった。2005-06シーズンには再びベルギーカップのラウンド32に進出したが、近隣のKSKベフェレンに敗れた。2007-08ベルギーカップではラウンド16への進出を果たしたが、アンデルレヒトに敗れた。2010年夏、クラブはワースラント＝ベフェレンに改称し、ベフェレンのより大きなスタジアムであるフレシエル・スタディオンに移転した。
2011-12シーズンは2部で2位となり、ベルギー・プロ・リーグに昇格した。

## 過去の成績
| シーズン | ディビジョン                        | ディビジョン | ディビジョン | ディビジョン | ディビジョン | ディビジョン | ディビジョン | ディビジョン | ディビジョン | ベルギーカップ |
| シーズン | リーグ                              | 試           | 勝           | 分           | 敗           | 得           | 失           | 点           | 順位         | ベルギーカップ |
| -------- | ----------------------------------- | ------------ | ------------ | ------------ | ------------ | ------------ | ------------ | ------------ | ------------ | -------------- |
| 2016-17  | ジュピラー・プロ・リーグ            | 30           | 7            | 9            | 14           | 28           | 43           | 30           | 14位         | 7回戦敗退      |
| 2017-18  | ジュピラー・プロ・リーグ            | 30           | 9            | 8            | 13           | 50           | 51           | 35           | 12位         | 準々決勝敗退   |
| 2018-19  | ジュピラー・プロ・リーグ            | 30           | 5            | 12           | 13           | 37           | 50           | 27           | 15位         | 6回戦敗退      |
| 2019-20  | ジュピラー・プロ・リーグ            | 29           | 5            | 5            | 19           | 21           | 60           | 20           | 16位         | 6回戦敗退      |
| 2020-21  | ジュピラー・プロ・リーグ            | 34           | 8            | 7            | 19           | 44           | 70           | 31           | 17位         |                |
| 2021-22  | ベルギー・ファースト・ディビジョンB | 28           | 12           | 5            | 11           | 47           | 40           | 41           | 3位          |                |
| 2022-23  | チャレンジャー・プロ・リーグ        | 32           | 20           | 8            | 4            | 75           | 33           | 68           | 2位          |                |
| 2023-24  | チャレンジャー・プロ・リーグ        | 30           | 13           | 6            | 11           | 44           | 40           | 45           | 8位          |                |
| 2024-25  | チャレンジャー・プロ・リーグ        | 28           | 14           | 9            | 5            | 41           | 27           | 51           | 4位          |                |

## 現所属メンバー
2021年2月14日現在
注：選手の国籍表記はFIFAの定めた代表資格ルールに基づく。
| No. | Pos. |                | 選手名                             |
| --- | ---- | -------------- | ---------------------------------- |
| 1   | GK   | ベルギー       | ノルディン・ジャッカース           |
| 2   | DF   | ベルギー       | ウラジミール・ファン・デ・ヴィール |
| 3   | DF   | ベルギー       | ブレンダン・スクーンバート         |
| 4   | MF   | カメルーン     | ジョルジュ・マンジューク           |
| 6   | MF   | スイス         | レオナルド・ベルトーネ             |
| 7   | DF   | ドイツ         | アンドレアス・ヴィーゲル           |
| 8   | MF   | ルワンダ       | ジハード・ビジマナ                 |
| 9   | FW   | フランス       | ジョルダン・フォシェ               |
| 10  | FW   | ルクセンブルク | ダネル・シナニ                     |
| 11  | FW   | アメリカ合衆国 | ジョセフ・エフォード               |
| 12  | FW   | ベルギー       | アレサンドロ・アルバネーゼ         |
| 14  | MF   | ベルギー       | デンツェル・ジュビタナ             |
| 15  | DF   | ベルギー       | ドリース・ブイテンス               |
| 16  | MF   | ノルウェー     | シヴェルト・ヘルトネ・ニルセン     |
| 17  | FW   | ベルギー       | アブバカリ・コイタ                 |
| 18  | MF   | ベルギー       | ダーン・ヘイマンス                 |
| 19  | DF   | コスタリカ     | アレクシス・ガンボア               |

| No. | Pos. |              | 選手名                       |
| --- | ---- | ------------ | ---------------------------- |
| 20  | MF   | ベルギー     | ニコラ・ペイチッチ           |
| 21  | GK   | ベルギー     | ルーカス・ピラード           |
| 22  | DF   | モンテネグロ | アンドリヤ・ヴクチェヴィッチ |
| 23  | DF   | カメルーン   | セルジュ・ロイコ             |
| 24  | DF   | モロッコ     | アミン・ハマス               |
| 26  | DF   | セルビア     | アレクサンダル・ヴコティッチ |
| 27  | DF   | ベルギー     | イェンテ・メルテンス         |
| 28  | MF   | フランス     | メルビン・シッティ           |
| 29  | MF   | ベルギー     | マティアス・ベレス           |
| 37  | DF   | ポルトガル   | ミゲル・ヴィエイラ           |
| 44  | GK   | ベルギー     | ブレント・ガブリエル         |
| 52  | DF   | ベルギー     | ジュル・スクリヴェル         |
| 77  | MF   | ベルギー     | トム・レイナーズ             |
| 88  | MF   | ベルギー     | ミラン・デ・メイ             |
| 98  | FW   | ベルギー     | ディン・スラ                 |
| 99  | FW   | スイス       | ミヒャエル・フライ           |

### ローン移籍
in
注：選手の国籍表記はFIFAの定めた代表資格ルールに基づく。
| No. | Pos. |                | 選手名                                  |
| --- | ---- | -------------- | --------------------------------------- |
| 10  | FW   | ルクセンブルク | ダネル・シナニ (ノリッジ・シティFC)     |
| 28  | MF   | フランス       | メルビン・シッティ (ノリッジ・シティFC) |

| No. | Pos. |            | 選手名                                                  |
| --- | ---- | ---------- | ------------------------------------------------------- |
| 37  | DF   | ポルトガル | ミゲル・ヴィエイラ (イスタンブール・バシャクシェヒルFK) |
| 99  | FW   | スイス     | ミヒャエル・フライ (フェネルバフチェSK)                 |
| 29  | FW   | 日本       | 道脇豊 (ロアッソ熊本)                                   |

out
注：選手の国籍表記はFIFAの定めた代表資格ルールに基づく。
| No. | Pos. |              | 選手名                                |
| --- | ---- | ------------ | ------------------------------------- |
| 99  | FW   | モンテネグロ | ステファン・ミロシェヴィッチ (リガFC) |

## 歴代監督
- グレン・デ・ブック 2012-2013
- フィリップ・クレマン 2017
- スヴェン・ヴェルマント 2018
- アドナン・チュストヴィッチ 2018-2019
- アルノー・メルシエ 2019-2020
- ニッキー・ヘイエン 2020-2021
- マルク・シュナイダー 2021-2022
- ジョルディ・コンドム 2022

## 歴代所属選手
- トマシュ・ラジンスキ 2012
- スティン・デ・シュメト 2012-2013
- ヴェスレイ・ソンク 2012-2013
- クリスティアン・サントス 2013-2014
- アブバカル・ウマル 2013-2015
- アンテ・ヴクシッチ 2014-2015
- リヴィオ・ナバブ 2015-2016
- ヴァルテッリ・モレン 2015-2020
- 森岡亮太 2017-2018
- 小林祐希 2019-2020
- トーマス・アギェポン 2019-2020